# 小原真史
小原 真史（こはら まさし、1978年 - ）は、日本のキュレーター、映像作家、批評家。

## 人物・来歴
愛知県出身。2001年、早稲田大学第一文学部卒業。2004年、多摩美術大学大学院美術学部芸術学科修了。2009年～2017年、IZU PHOTO MUSEUM研究員。現在、東京工芸大学准教授。
写真家の中平卓馬に同行し撮影したドキュメンタリー映画 「カメラになった男 写真家 中平卓馬」を手がけるなど映像作家として活動。中平卓馬のほか、増山たづ子、比嘉康雄、古屋誠一、小島一郎、宮崎学、澤田教一、国内外の博覧会など、写真をはじめとしたヴィジュアル・カルチャーについての研究活動に携わる。
また、ジェフリー・バッチェンによるヴァナキュラー写真（英語: Vernacular_photography）（ある土地に固有の写真）の概念を紹介。2010年、IZU PHOTO MUSEUMにてヴァナキュラー写真を扱った展覧会『時の宙づり——生・写真・死』を担当した。「荒木経惟写真集展　アラーキー」、「小島一郎　北へ/北から」展、「宮崎学　自然の鉛筆」展、「富士定型」展、「増山たづ子　すべて写真になる日まで」展、「澤田教一　故郷と戦場」展などを担当。そのほかの展覧会として欧米と日本の博覧会などにおける「人間の展示」をテーマにした「イッツ・ア・スモールワールド ：帝国の祭典と人間の展示」展（KYOTO EXPERIMENT2021SPRING） 、「スペクタクルの博覧会」（恵比寿映像祭2022）、「帝国の祭典―博覧会と〈人間の展示〉」（那覇市文化芸術劇場なはーと）や「鈴木のぞみ　Mirrors & Windows」展（表参道画廊）「笹岡啓子　渚にて」展（表参道画廊＋Musee F）、「増山たづ子　ミナシマイの前に」（photographers' gallery）、「福島菊次郎 Will：意志、遺言、そして未来」（KYOTOGRAPHIE）「山城知佳子　土の唄」（KYOTOGRAPHIE）、「阿波根昌鴻　写真と抵抗、そして島の人々」（原爆の図・丸木美術館）などがある。重森弘淹写真評論賞、「写真の会」賞、日本写真家協会賞「学芸賞」を受賞。
2019年から2021年は、多摩美術大学非常勤講師、神奈川大学非常勤講師。そのほか日本写真協会賞、「1_WALL」、プリピクテジャパンアワード、東川賞などの審査員を務める。

## 著書
- 「時の宙づり: 生・写真・死」 ジェフリー・バッチェン 、甲斐義明との共著 （2010年、IZU PHOTO MUSEUM）
- 「富士幻景―近代日本と富士の病」 監修・著（2011年、IZU PHOTO MUSEUM）
- 「増山たづ子 すべて写真になる日まで」 共編 （2014年、IZU PHOTO MUSEUM）
- 「戦争と平和 〈報道写真〉が伝えたかった日本」 白山眞理との共著 （2015年、平凡社コロナ・ブックス）
- 「森の探偵―無人カメラがとらえた日本の自然」 宮崎学との共著 （2017年、亜紀書房）
- 「帝国の祭典―博覧会と〈人間の展示〉」（2022年、水声社）

## 映像作品
- 「カメラになった男 写真家 中平卓馬」（2003年）

## 受賞歴
- 第10回重森弘淹写真評論賞（2005年、「中平卓馬試論」にて）
- 第24回「写真の会」賞（2012年、富士幻景展とIZU PHOTO MUSEUMでの活動による）
- 日本写真協会賞学芸賞（2016年）